# Albert Loeschhorn
Albert Loeschhorn (Berlín, 1819 - 1905) fou un pianista i compositor alemany.
El 1851 succeí en Killitschgy, que fou el seu mestre, en el seu càrrec de professor de piano de l'Institut reial de música d'església en la qual va tenir entre altres alumnes en Carl Roeder. Pedagog i pianista de molt de talent, adquirí justa fama per les seves composicions per a piano, entre les que hi figuren sonates, estudis, quartets per a piano i instruments de corda, peces brillants de saló, etc. que es distingeixen totes per la seva forma clàssica.
Publicà l'obra didàctica Führer durch die Klavierlitteratur 1885, la qual primera edició aparegué el 1862 amb el títol Wegweiser in die Pianofortelitteratur, figurant a més com a col·laborador de Weiss.
El seu compatriota i també gran pianista Emil von Sauer va incloure obres seves en una col·lecció a fins pedagògics.